# アンソニー (DD-515)
アンソニー (USS Anthony, DD-515) は、アメリカ海軍の駆逐艦でフレッチャー級駆逐艦の1隻。艦名は、ウィリアム・アンソニー海兵隊曹長に因む。愛称はマッド・アンソニー（Mad Anthony）。

## 概要
アメリカ海軍のフレッチャー級駆逐艦である。同級の「テリー (DD-513)」「ワズワース (DD-516)」「ブレイン (DD-630)」と共に第90駆逐隊を編成し、主に太平洋で活動した。担当した任務は対地砲撃や船団護衛、レーダーピケット任務等である。1946年に退役した後、1958年に西ドイツの最初の駆逐艦「Z-1（Ｄ-170）」として就役し、1972年まで活動した。

## 艦歴

### 1942年
「アンソニー」はメイン州バスのバス鉄工所で1942年8月17日に起工、1942年12月20日に進水、アリス・アンソニー夫人とフランス・アンソニー夫人、ウィリアム・アンソニー上級曹長の孫娘によって命名された。1943年2月26日にボストン海軍工廠で就役し、ブリン・バン・マーテル少佐の指揮下に入った。

### 1943年
1943年3月26日、「アンソニー」はキューバのグアンタナモ湾沖にて慣熟訓練を行い、4月27日にボストンへ帰投した。その後バージニア州ノーフォークへ寄港し、5月10日にハンプトン・ローズを出港して太平洋へ向かった。パナマ運河通過後の5月31日、太平洋艦隊に加わり真珠湾に到着した。
続いて2か月間の集中訓練が行われた。「アンソニー」は船団護衛のため8月10日にハワイ海を離れ、パゴパゴとサモアを経由し、共同統治領ニューヘブリディーズのエファテ島へ向かい、8月27日にエファテ島に投錨した。
その次の数週間は更なる訓練に費やされた。10月末、「アンソニー」はソロモン諸島からブーゲンビル島への輸送部隊の護衛駆逐隊に加わった。11月1日、エンプレス・オーガスタ湾の浜辺への海兵隊の上陸前砲撃を担当し、上陸を支援した。11月3日、フロリダ諸島のパーヴィス湾に停泊した。しかし、ブーゲンビル島を離れる水上部隊の増強のため11月8日に再びブーゲンビル島へ向かった。度重なる空襲にもかかわらず「アンソニー」は輸送部隊を護衛し、無傷での陸揚げを成功させた。11月15日にツラギ島に寄港し、すぐも兵員輸送船の護衛とソロモン諸島各地への補給を開始した。

### 1944年
中断された護衛任務は1944年1月20日にブーゲンビル海峡進行の指令により再開された。任務再開前、「アンソニー」は同海峡において日本軍の小型艦数隻と遭遇し砲艦１隻と艀数隻を撃沈した。
2月15日、「アンソニー」はグリーン島の上陸地点へ向かうLST部隊を護衛した。当初は火力支援任務を行う予定であったが、部隊が浜辺に上陸した際に日本軍の抵抗があまりに小さかったため支援の必要は無かった。
パーヴィス湾で束の間の休息を過ごした後、「アンソニー」はニューブリテン島のラバウルにある日本軍の本拠地に対する砲撃に参加するため2月23日に出港した。3月中、ガダルカナル・エミラウ間での輸送の援護を行う前段階として、エミラウ島への進撃を援護した（エミラウ島の無血占領）。
4月24日、「アンソニー」は戦艦戦隊に随伴する任務に配属され、「ニューメキシコ」や「アイダホ」「ペンシルベニア」をオーストラリアまで護衛した。4月29日にシドニーに到着し半舷上陸した。その一週間後の5月6日にパーヴィス湾に戻るため出港した。
休暇明けの訓練の後、「アンソニー」らは6月2日にマリアナ諸島への進撃のため出港した。6月8日、燃料補給のためクェゼリン環礁に到着し、その後マリアナへ向け西に舵を切った。6月14日、「アンソニー」はサイパン島へ砲撃を行い、その翌日はサイパンへ上陸する他の船を護衛した。6月16日、グアムに砲撃した。その後は第一空母部隊第58任務部隊への参加のため分遣された。この任務には空母の護衛と不時着したパイロットの救助が含まれていた。
7月8日、「アンソニー」はグアム島への砲撃の準備を開始し、数日間に渡り対地砲撃を続けた。任務を交代する際はエニウェトク環礁で補給して任務を再開した。グアム島沖での活動のため7月21日に戻り、対潜哨戒任務に従事した。
8月10日、ハワイに向かうよう指令が下る。8月20日の真珠湾到着前、「アンソニー」はエニウェトク環礁で停泊した。そこで簡易的な乾ドックに入渠し、その後マウイ島沖での訓練に参加した。9月15日にウルシー環礁へ向け出航し、10月3日にウルシーに無事に到着した。その後アメリカ本土西岸に戻るため直ちに出航した。
10月25日にカリフォルニア州サンフランシスコに到着してまもなく、「アンソニー」はオーバーホールのためメア・アイランド海軍造船所に入渠した。12月13日、造船所を出航し一週間の慣熟訓練のためサンディエゴへ向かった。12月20日、ハワイへ向かう船団と共に西海岸を出航し12月30日に真珠湾に到着した。

### 1945年
真珠湾にて「アンソニー」は来るべき硫黄島侵攻作戦に向けての準備を開始した。攻略部隊に所属する駆逐艦は1945年1月27日に出航し、エニウェトク環礁とグアム島の途上で停泊した。「アンソニー」には予備部隊を乗せた輸送船の護衛が割り当てられた。3月6日まで行われた沿岸への砲撃や硫黄島への夜間砲撃を指揮し、その後フィリピンに向け出航した。
3月13日、「アンソニー」はサンペドロ湾に投錨し、沖縄侵攻作戦に向け準備を開始した。3月27日、フィリピンを出航し、4月1日に沖縄沖に到着した。ウルシー環礁への航路のため「アンソニー」は敵だらけの危険な海域に留まり、火力支援や護衛任務、そしてレーダーピケット任務を６月末まで行った。その間、日本軍の空襲を何度も受け、5機の撃墜を報告した。5月27日、特攻機が「アンソニー」と僚艦の「ブレイン (DD-630)」を襲い、2機が「ブレイン」に衝突した。「アンソニー」は「ブレイン」の生存者を全員救助し、被害を受けた「ブレイン」を慶良間諸島まで曳航した。
6月7日、「アンソニー」はレーダーピケット任務中、日本軍の特攻を受けた。一機の特攻機は左舷前方に墜落して船体に大穴を残し、側面の救難索や支柱を25フィート (7.6 m) に渡って奪い去った。5人の乗組員が海に飛び込んだり投げ出されたりしたが、全員が無事救助された。「アンソニー」は6月24日まで任務を継続し、その後フィリピンのレイテ島に帰投した。
7月13日、「アンソニー」は福州と温州の間の中国沿岸沖で対潜掃海任務を行った。補給のため沖縄に戻った後、7月26日にアンソニーは長江河口沖で掃海活動を開始した。8月1日に沖縄に戻り、その2週間後に日本軍が戦意を喪失するまで活動した。
9月7日、「アンソニー」は日本占領の支援任務のため出航した。長崎と佐世保の沖合で機雷掃海を行い、その後9月29日に佐世保に投錨した。11月17日に出航してミッドウェー島と真珠湾に寄港し、最終的にサンディエゴに到着した。それから間もなく、東海岸に向けて出航し、パナマ運河を経由し、サウスカロライナ州チャールストンに向かった。
チャールストンに到着してまもなくモスボール化のための準備が始まった。1946年4月17日、「アンソニー」は退役し予備役に編入された。
第二次世界大戦における活動についての7つの従軍星章と、沖縄攻略作戦の英雄的行為を称える海軍部隊章がアンソニーに授与された。

### 戦後
1958年1月17日、「アンソニー」は西ドイツに貸与され、西ドイツ海軍の駆逐艦「Zerstörer-1 (D-170)」となった。1972年4月15日、アメリカへの帰投と同時に除籍。1972年7月27日に西ドイツに売却された。1976年に解体され、1979年5月16日に潜水艦「U-29」の魚雷の標的として地中海に沈んだ。